# Mashizhai (sockenhuvudort i Kina, Liaoning Sheng, lat 40,09, long 122,08)
Mashizhai är en sockenhuvudort i Kina. Den ligger i provinsen Liaoning, i den nordöstra delen av landet, omkring 220 kilometer sydväst om provinshuvudstaden Shenyang. Antalet invånare är 7 328. Befolkningen består av 3 530 kvinnor och 3 798 män. Barn under 15 år utgör 11,0 %, vuxna 15-64 år 74 %, och äldre över 65 år 14,0 %.
Runt Mashizhai är det tätbefolkat, med 297 invånare per kvadratkilometer. Närmaste större samhälle är Jiuzhai, 1,9 km öster om Mashizhai. Trakten runt Mashizhai består till största delen av jordbruksmark.
Genomsnittlig årsnederbörd är 910 millimeter. Den regnigaste månaden är juli, med i genomsnitt 262 mm nederbörd, och den torraste är januari, med 7 mm nederbörd.